# Produzione di energia elettrica in Costa Rica
La produzione di energia elettrica in Costa Rica viene coperta, per la maggior parte, da fonti di energia rinnovabile.

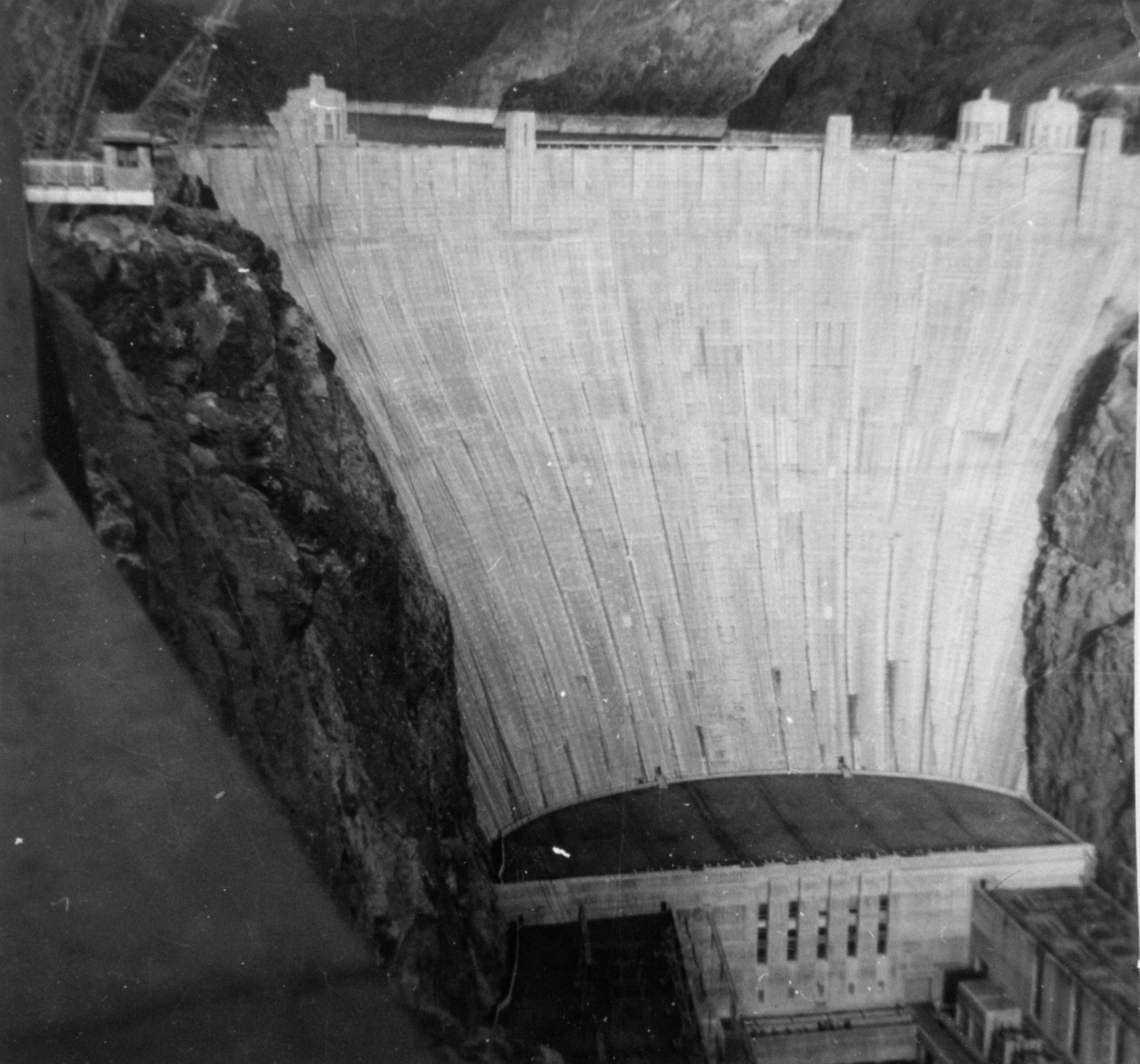
Diga utilizzata per produrre energia elettrica

## Tipologie di fonti energetiche utilizzate
Nel 2019 il Paese centroamericano ha utilizzato, per supplire alla propria domanda energetica:
- 75% energia idroelettrica
- 13% energia geotermica
- 12% altre fonti[1]

## Progetti
La Costa Rica ha progettato di abbandonare ogni forma di dipendenza dall'energia fossile entro il 2021. Per il trasporto sono in programma investimenti nei veicoli ibridi e nel biofuel. Vi è, inoltre, la priorità di diversificare la produzione di energia elettrica riducendo l'importanza dell'idroelettrico. Il raggiungimento di tale obiettivo è favorito anche dal fatto che nel Paese è assente un'industria pesante, che necessita di grandi quantità di energia, nonché dalla mancanza di spesa pubblica per la difesa, non avendo la Costa Rica un esercito dal 1948, permettendo in tal modo maggiori investimenti pubblici verso tale progetto.